# 第2近卫塔曼摩托化步兵师
荣膺十月革命勋章和苏沃洛夫勋章的近卫红旗加里宁塔曼第二摩托化步兵师（俄語：гвардейская мотострелковая Таманская дивизия；简称塔曼师或塔曼近卫师）是俄罗斯陆军中一支部队，1943年因参与解放塔曼半岛的作战而得名。该师隶属于西部军区，其基地位于阿普雷列夫卡附近。
塔曼师作为一支快速反应部队，塔曼师必须保证其80％的人员和100％的武器装备能够随时被调动。在俄军术语中，摩托化部队等同于机械化部队（在其他军队的术语中摩托化不一定等于机械化，如中国人民解放军和美军）。因此塔曼师基本上等同于西方国家的机械化步兵师。塔曼师的主要作战目标是保卫首都莫斯科，并与其他部队组成第20近卫集团军。
现任师长为康斯坦丁·沃龍科夫少将。塔曼师的口号是“祖国、荣誉、骄傲”（俄語：Родина, Честь , Слава）。

## 1990年代以来的军史
塔曼师在1990年代以来苏联/俄罗斯的重大政治危机中都起了重要作用。1991年的八一九事件中，塔曼师是其中一支被部署到莫斯科向苏联总统戈尔巴乔夫施压的部队；但后来塔曼师的一支坦克部队在关键时刻转变了立场，导致试图维持苏联体制的政变势力失败。叶利钦曾站在塔曼师110号坦克的炮塔上向周围群众发表演说。
两年之后，塔曼师再次在1993年俄罗斯宪政危机中挽救了叶利钦。俄罗斯国家杜马和叶利钦的政治对抗导致了莫斯科街头大量的反对叶利钦政府的示威游行。1993年10月2日开始，冲突激化，俄罗斯几乎进入了内战状态。在10月2日和10月4日之间，军方仍然没有正式表态，但在10月4日的日出之后，军方决定支持叶利钦。同日，塔曼师的坦克部队炮轰国会支持者所占据的国会大厦，巩固了叶利钦的权力；这也是莫斯科自1917年十月革命以来流血最严重的巷战。
塔曼师曾于1999至2000年间参与第二次车臣战争。第15近卫摩托化步兵团的一个“战术集团”曾在2000年初部署到车臣，在主要的大型战斗结束后在车臣共和国南部和阿爾貢峡谷附近负责治安和清剿行动。

## 2007年的整编
在2007年1月2日，国际文传电讯社报道了莫斯科军区司令官弗拉基米尔·巴金的讲话。他声称塔曼师的第1近卫摩托化步兵团已经有一个营装备了T-90主战坦克(事實上，直到2022年，塔曼师也仅仅只是装备了一个坦克连的T90M)，替换原有的T-80坦克。另有一个营装备了BTR-80装甲人员输送车（这一型号估计是BTR-80A，在原型车的基础上增强了火力和装甲）。还有一个营装备了新式的自行榴弹炮以及“C2”指挥控制系统。巴金还提到这个团的第3营开始更换BMP-3步兵战车，在2007年终之前这个团总共将会接收129辆BMP-3步兵战车。
这是外界首次得知，除了全师都装备T-90坦克的西伯利亚军区的第5近卫坦克师之外，还有俄罗斯军队装备T-90坦克。

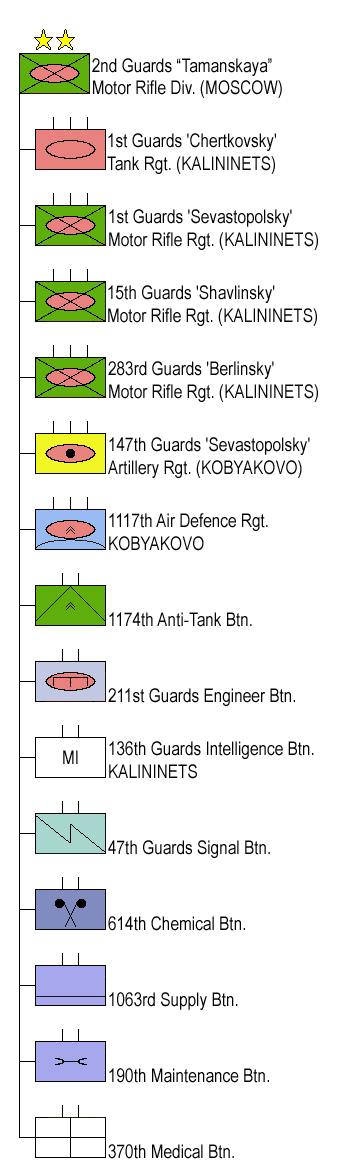
塔曼师的编制

## 军史沿革
- 第127步兵师 (1940年7月 - 1941年9月)

1940年7月8日，根據蘇聯國防人民委員會的指示，第127步兵師在哈爾科夫市成立。
該師在 1941 年 7 月的斯摩棱斯克戰役中接受了第一次火力洗禮。並且已經在 9 月 18 日，由於在斯摩棱斯克戰役的血腥戰鬥中表現出的群眾英雄主義、人員勇氣、高軍事技能，根據蘇聯人民國防委員會的命令，第 127 步兵師被授予榮譽稱號“近卫”，它成為第 2 近衛步兵師。
- 第2近卫步兵师 (1941年9月 - 1943年10月)
- 第2近卫塔曼(摩托化)步兵师 (1943年10月 - 1953年12月)
- 第23近卫塔曼机械化师 (1953年12月 - 1957年3月)
- 第23近卫塔曼摩托化步兵师 (1957年3月 - 1964年1月)
- 第2近卫塔曼摩托化步兵师 (1964年11月 - 2009年)
- 第5近卫摩托化步兵旅 (2009年 - 2013年5月)
- 第2近卫塔曼摩托化步兵师（2013年5月 - 至今）

## 直属和配属部队
至2004年，塔曼师由下列部队组成：
- 第1近卫加里宁“塞瓦斯托波尔”摩托化步兵团
- 第15近卫“Shavlinsky”摩托化步兵团，加利尼涅茨
- 第283近卫加里宁“柏林”摩托化步兵团
- 第1近卫“Chertkovsky”坦克团（俄语：1 гвардейский танковый полк），加利尼涅茨
- 第147近卫加里宁“塞瓦斯托波尔”炮兵团（俄语：147-й гвардейский самоходный артиллерийский полк）
- 第1117防空团
- 第136近卫侦察营，加利尼涅茨
- 第1174反坦克营
- 第211近卫工兵营
- 第614防化营
- 第47近卫通讯营
- 第190保修营
- 第1063補給营
- 第370卫生营

全师兵员约12000人。 主要的战斗车辆是T-90和T-80主战坦克，BTR-80装甲人员输送车以及BMP-2和BMP-3步兵战车。

## 延伸閱讀
- 俄羅斯軍事